# St. Nikolaus (Pfraundorf)

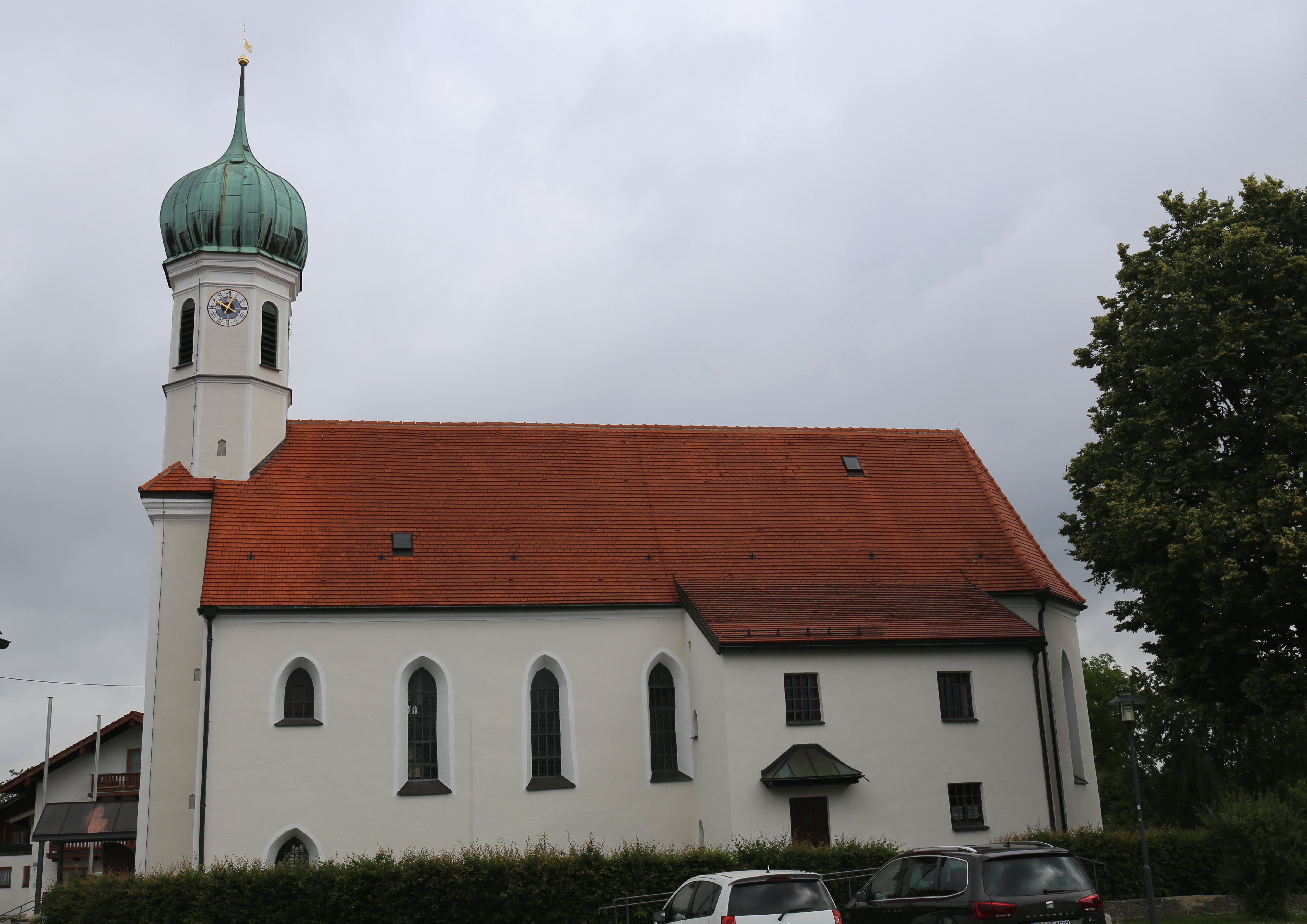
St. Nikolaus in Pfraundorf

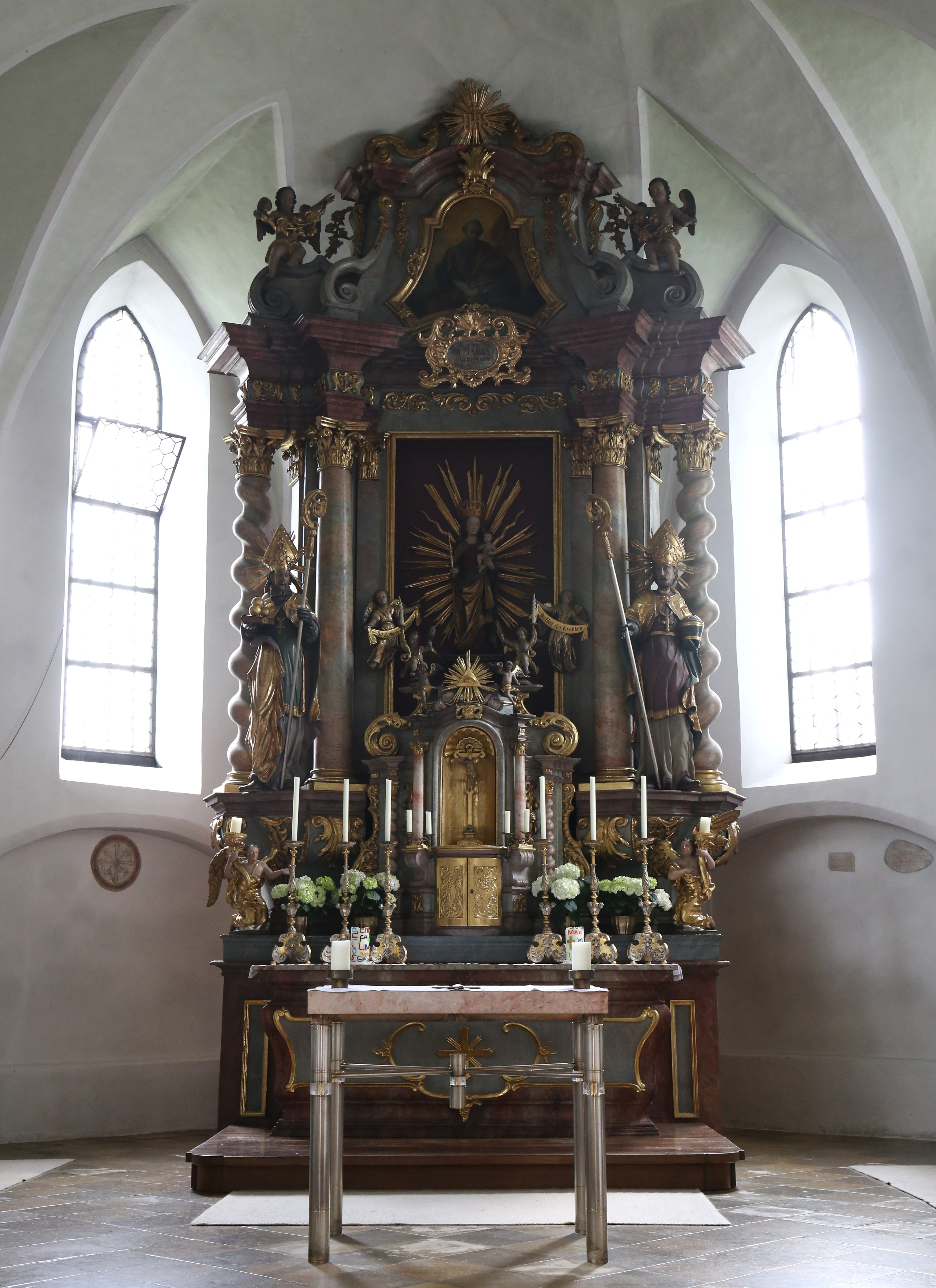
Altar

Die römisch-katholische Pfarrkirche St. Nikolaus steht in Pfraundorf, einem Gemeindeteil von Raubling im oberbayerischen Landkreis Rosenheim. Die Pfarrei gehört zum Pfarrverband Raubling im Dekanat Rosenheim des Erzbistums München und Freising. In der Liste der Baudenkmäler in Raubling ist die Kirche unter der Nr. D-1-87-165-16 eingetragen.

## Beschreibung
Die spätgotische Saalkirche besteht aus dem in Teilen romanischen Langhaus zu fünf Jochen, dem eingezogenen, dreiseitig geschlossenen Chor im Osten und der Sakristei an der Südwand des Chors mit einem Oratorium im Obergeschoss. Der in den Jahren 1693 bis 1696 errichtete Kirchturm auf quadratischem Grundriss steht halb in das Langhaus eingezogen im Westen. Von den achteckigen Obergeschossen des mit einer Zwiebelhaube bedeckten Turms enthält das obere die Turmuhr und den Glockenstuhl.
Das  Geläut von St. Nikolaus besteht aus vier Glocken. Die größte mit dem Schlagton h′, 290 kg schwer mit einem Durchmesser von 79,5 cm, wurde 1960 von Karl Czudnochowsky in Erding gegossen. Die zweite Glocke mit dem Schlagton d″ goss 1695 Jakob Schorer in München. Sie wiegt 235 kg und hat einen Durchmesser von 70 cm. Eine weitere Glocke, Schlagton fis″, kam 1960 auch aus Erding. Sie wiegt 93 kg und hat einen Durchmesser von 52,5 cm. Von wann die möglicherweise älteste  Glocke stammt, ist nicht bekannt. Sie wiegt 144 kg, hat einen Durchmesser von 59 cm, Schlagton a″. Die Glocke von 1695 hatte 1942 als Metallspende für den Krieg abgeliefert werden müssen, kam jedoch 1947 zurück. 1968 erhielt das Geläut eine elektrische Läuteanlage.
Der Innenraum ist mit einem Stichkappengewölbe überspannt. Die 1788 eingefügten Fresken wurden 1891 übermalt. In dieser Fassung enthalten sie ein Bild der Darstellung Mariens im Tempel, Bilder zur Nikolauslegende und an der Chorsüdwand die vierzehn Nothelfer. Die neun Bilder an der Brüstung der unteren Empore stammen aus der Zeit um 1675 und zeigen ebenfalls Szenen aus der Nikolauslegende.  
Der Hochaltar wurde 1758/59 aufgestellt. Er wird von den Skulpturen des Nikolaus von Myra und des Rupert von Salzburg flankiert. Im Altarretabel ist in einem rechteckigen Rahmen eine gekrönte Strahlenkranzmadonna mit Jesuskind und Zepter. In einer Gruppe nach oben größerer werdender Engelskulpturen halten zwei Engel Spruchbänder mit den Anrufen „Du Zuflucht der Sünder“ und „Du Heil der Kranken“. Zwischen den Engeln unmittelbar über dem Expositorium des Tabernakels ist ebenfalls in einem Strahlenkranz und von einem Dreizack als Symbol der Heiligen Dreifaltigkeit umschlossen das Auge der Vorsehung dargestellt, in einem Gemälde im Altarauszug Gott der Vater mit zum Segen erhobener rechter Hand, den Blick auf eine Taube gerichtet, das Symbol des Heiligen Geistes.